# Göta livgarde (infanteri)
Göta livgarde (I 2) var ett infanteriförband inom svenska armén som verkade i olika former åren 1809–1939. Förbandsledningen var förlagd i Stockholms garnison i Stockholm. Åren 1809–1939 var regementet en del av Kungl. Maj:ts Liv- och Hustrupper.

## Historia

### Regementets ursprung

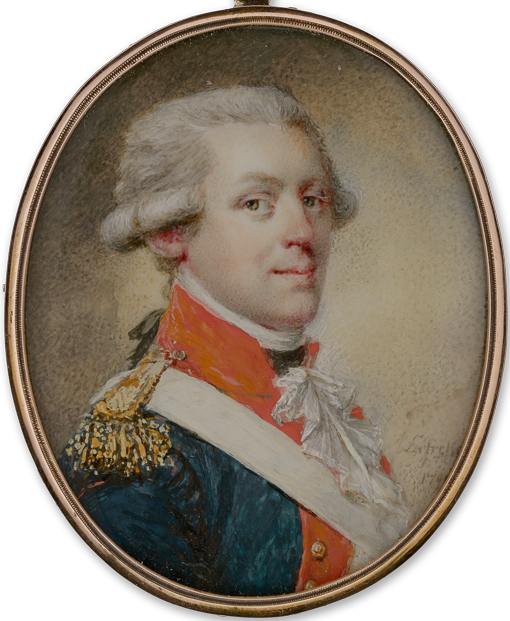
Lennart Reuterskiöld i uniform m/1792 för en kapten vid Änkedrottningens livregemente.

Regementet härstammar från överste Gustaf David Hamiltons år 1741 värvade regemente med avsikt att minska den garnisonstjänst som åvilade de indelta regementena. Regementet överfördes 1753 till Sveaborg i Finland för att 1758 förläggas till Stockholm. År 1762, samtidigt som regementet bytte namn till Prins Fredrik Adolfs värvade infanteriregemente, fördes det åter över till i Finland där det blev kvar. År 1771 bytte regementet namn till Zöge von Manteuffels regemente och förlades till Sveaborg, men redan året därpå, 1772, bytte regementet namn till Änkedrottningens livregemente. Efter Gustav III:s statskupp samma år införlivades delar av Björnbergska regementet med Änkedrottningens livregemente. Regementet bestod av två bataljoner. År 1773 sattes en tredje bataljon upp i Stockholm och 1793 bröts den tredje bataljonen loss ur Änkedrottningens regemente och bildade Den värvade bataljonen av livregementets lätta infanteri. Bataljonen bytte 1796 namn till Livregementets lätta infanteribataljon och omorganiserades till Finska gardesregementet 1803. Förbandet förlades till Borgå och Sveaborg men återfördes till Stockholm 1805.

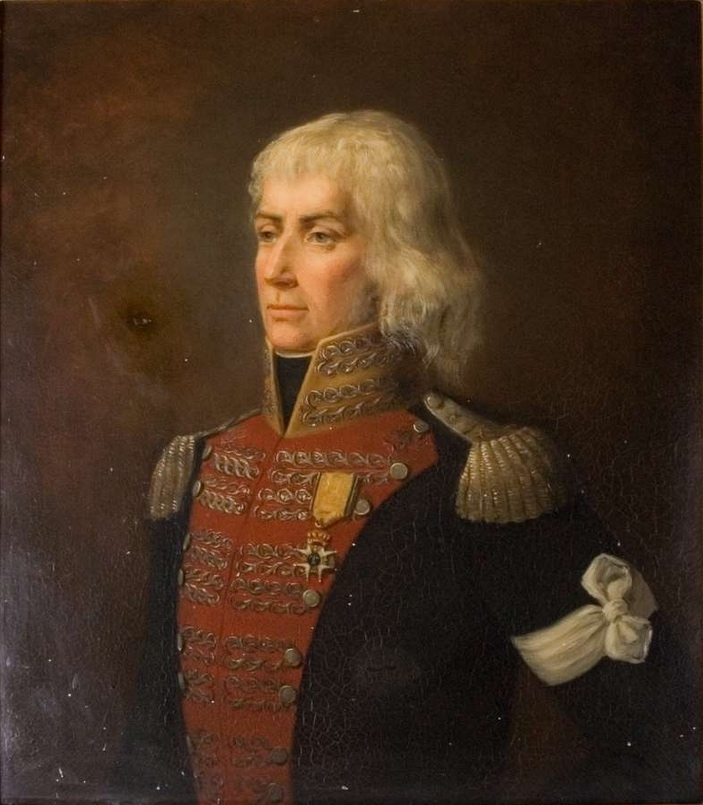
Georg Gedda i Finska gardesregementets Uniform m/1802. På ett porträtt från ca 1803.

År 1788 bilades de värvade förbanden Ehrenmalms bataljon, Sandels fotjägare, Tornérhjelms bataljon och Storamiralens regemente från Karlskrona för deltagande i det ryska kriget. Efter krigets slut kom dessa kårer att bilda Konungens andra gardesregemente, från 1792 Konungens Göta gardesregemente, och från 1806 Konungens Svea gardesregemente.

### Bildandet av regementet

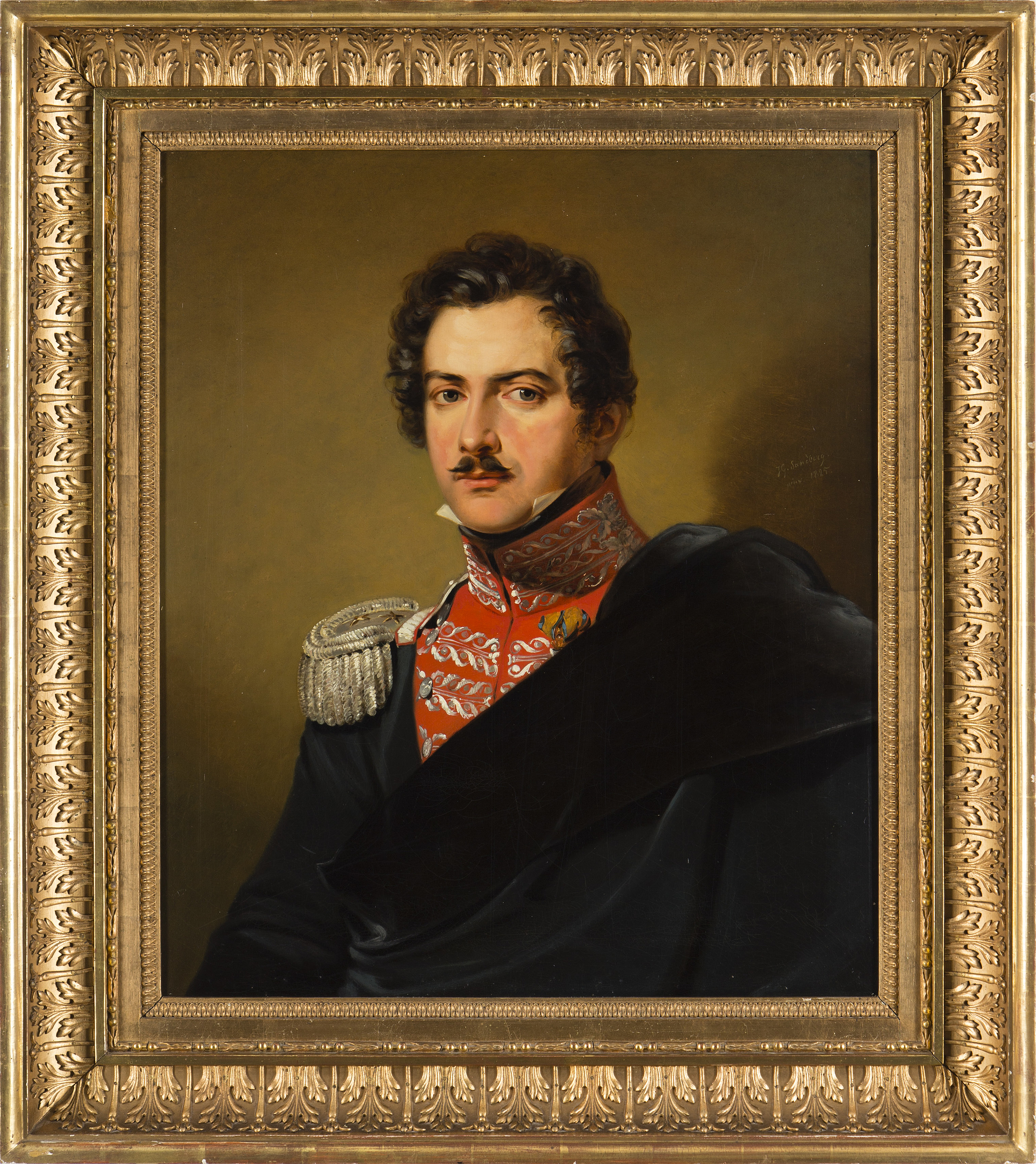
Robert Fredrik von Kræmer 1825 i regementets uniform för en major. Målning av Johan Gustaf Sandberg.

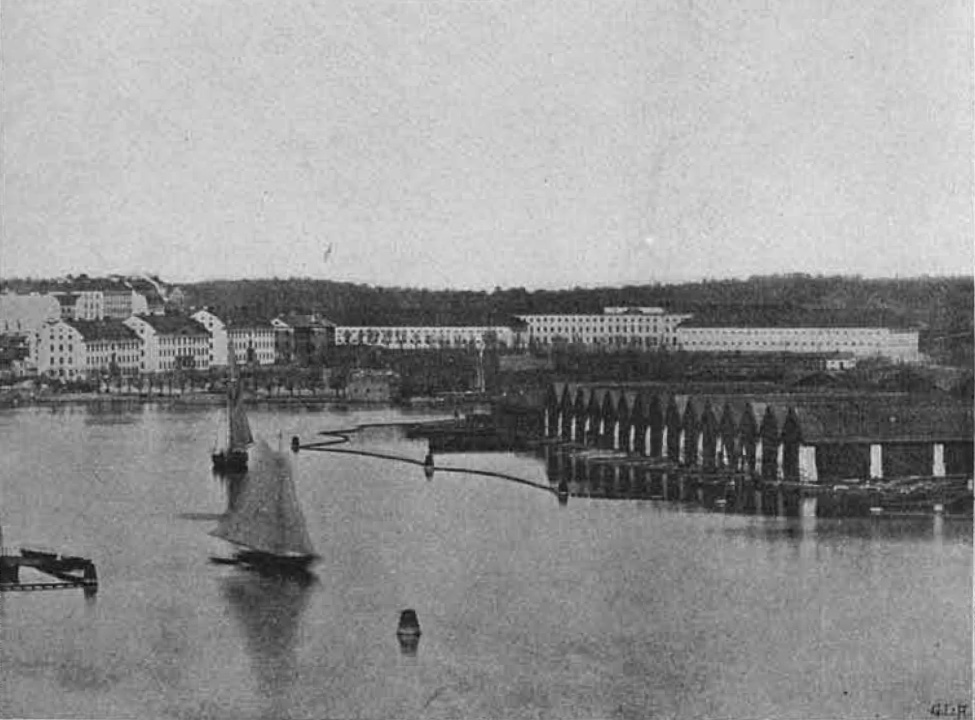
Andra Livgardets kaserner till vänster i bild. I fonden kaserner för Livgardet till häst i Kvarteret Krubban.

I början av mars 1808 överfördes en bataljon med bland annat 200 man ur Svea livgarde, Finska gardesregementet och Svenska gardesregementet till Åland. Bataljonen gjorde i juni 1808 ett misslyckat landstigningsförsök vid Lemo nära Åbo. Efter att truppen förstärkts så att respektive gardesregemente hade en bataljon på Åland gjordes ett nytt misslyckat landstigningsförsök i september 1808 vid Lakolaks och Helsinge. Gustav IV Adolf visade sitt missnöje över gardesregementenas insatser under Finska kriget genom att degradera dem till "vanliga" värvade regementen. Finska gardesregementet döptes i oktober 1808 om efter regementschefen af Palén till af Paléns värvade regemente varvid Svenska gardesregementet delades upp så att halva regementet, fem (fyra) kompanier, överfördes till af Paléns värvade regemente och resterande fem kompanier överfördes till Fleetwoodska regementet, före detta Svea livgarde.
Omedelbart efter Gustav IV Adolfs avsättning i mars 1809 återfick gardesregementena sin rang och Finska gardesregementet, delar av Svenska gardesregementet, samt kvarvarande delar av Änkedrottningens livregemente, som kapitulerade på Sveaborg 1808, sammanslogs under namnet Andra gardesregemente.
Den rangordning som hade fastställts i 1634 års regeringsform började halta och skapa luckor efter freden i Fredrikshamn den 17 september 1809, då Finland tillföll Ryssland och de svenska regementen i Finland upplöstes. Därmed fanns det ett behov med att skapa ett nytt system. Under kronprins Karl Johans tid infördes 1816 ett nytt numreringssystem, där de svenska regementena genom en generalorder den 26 mars 1816 tillfördes ett officiellt ordningsnummer, till exempel № 2 Andra gardesregementet. Till grund för numreringen låg inte bara ett regementes status, utan också de svenska landskapens inbördes ordning, samt att Svealand, Götaland och Norrland skulle varvas. De lägsta ordningsnumren tilldelades liv- och hustrupperna. Dessa nummer hade dock ingenting med rangordningen att göra, vilket bland annat framgår av gamla förteckningar där infanteri- och kavalleriförband är blandade just med hänsyn till rang och värdighet. År 1818 antog regementet namnet Andra livgardet och 1874 antogs namnet Göta livgarde.
I samband med 1914 års härordning justerades 1914 samtliga ordningsnummer inom armén. För Göta livgarde innebar det att regementet blev tilldelad beteckningen I 2. Justeringen av beteckningen gjordes för att särskilja regementen och kårer mellan truppslagen mot bakgrund av att namn och nummer som till exempel № 3 Livregementets grenadjärkår och № 3 Livregementets husarkår kunde förefalla egendomliga för den som inte kände till att förbanden ifråga tillhörde skilda truppslag.

### Första avvecklingsbeslutet
Inför försvarsbeslutet 1925 hade regeringen föreslagit att regementet skulle avvecklas den 31 december 1927 och att Svea livgarde skulle överta fästningsinfanteriet från Vaxholms grenadjärregemente samt att ett garnisonskompani skulle organiseras. Vidare skulle stridsvagnsverksamheten som påbörjats vid Svea livgarde 1922 fortsätta och utvecklas. Men med beslutet så skulle Svea livgarde både bli oproportionerligt och oformligt stort, då det både skulle sätta upp egna fältförband, svara för krigsbesättning av Vaxholms fästning, som enda förband bedriva stridsvagnsutbildning, samt svara för garnisonstjänst. Göta livgardes dåvarande sekundchef John Nauckhoff kom i slutet av 1925 med ett förslag, som gick ut på att Svea livgarde skulle ombildas till Livgardet och sedan bestå av regementsstab och två förbandsdelar, Svea och Göta livgarde.
I 1927 års riksdag hävdes beslutet om avvecklingen av Göta livgarde, istället beslutades det att Svea livgarde skulle delas till två regementen, det ena regementet under namnet Svea livgarde och organiserat som ett "normal infanteriregemente" och det andra under namnet Göta livgarde bestående av två bataljoner och ett självständigt kompani. Den nya organisationen trädde i kraft den 1 januari 1928.

### Andra avvecklingsbeslutet
Den 11 juni 1936 behandlade riksdagen den försvarsproposition som låg som grund till försvarsbeslutet 1936. I beslutet framgick att regementet skulle avvecklas och var dessutom det enda regemente som avvecklades i samband med beslutet. Innan avvecklingen tillfördes regementet extra resurser i samband med att den pansarorganisation som fanns vid regementet skulle ta form innan den skulle delas upp i två pansarbataljoner och fördelas till Skaraborgs regemente (I 9) och Södermanlands regemente (I 10). Fästningsbataljonen i Vaxholm avvecklades i sin helhet och Garnisonskompaniet överfördes till Svea livgarde. Den 24 september 1939 genomförde regementet en avskedsparad i Stockholm inför den avveckling av regementet som skulle vara genomförd den 30 september 1939. Från den 1 oktober 1939 övergick de kvarvarande delarna vid regementet till en avvecklingsorganisation. Den 31 mars 1940 upphörde avvecklingsorganisation.
I och med genomförandet av 1925 års försvarsbeslut bröts väsentliga delar av det tidigare rangordningssystemet sönder, något som även fortsatte med 1936 års försvarsbeslut. Detta skedde genom att truppförband med höga stamnummer flyttades in i låga nummer som blivit vakanta efter avvecklade eller sammanslagna regementen och därvid även fick tillgodoräkna rang i enlighet med platsen i nummerserien. Värmlands regemente som hade ett högt stamnummer, övertog från den 1 oktober 1939 det nummer som Göta livgarde innehaft, det vill säga I 2.
Vid försvarsbeslutet 1942 återuppsattes regementet, men då som pansarregementet Göta pansarlivgarde (P 1) och förlades till Enköpings garnison.

## Ingående enheter
Genom 1901 års härordning fastställdes att tillgång till trupp skulle regleras genom allmän värnplikt, vilket bland annat resulterade i att infanteriregementena utökades med en bataljon och kom att omfatta tre infanteribataljoner. I samband med krigsutbrottet 1914 fastställdes försvarsbeslutet 1914, vilket bland annat medförde att linjeregementet I 2 organiserades och mobiliserades. I likhet med övriga infanteriregementen skulle också ett reservregemente sättas upp, dock kom dessa aldrig att mobiliseras. Vidare infördes en brigadorganisation inom armén, där två infanteriregementen bildade en brigad. I 1 tillsammans med I 2 bildade 7. infanteribrigaden, ingående i IV. arméfördelningen. Genom försvarsbeslutet 1925 reducerades försvaret kraftigt. Bland annat så utgick reservregementena samt att antalet arméfördelningar reduceras med två. Vidare reducerades samtliga infanteriregementen med en bataljon och kom att från den 1 januari 1928 bestå av två infanteribataljoner. De tidigare linjeregemente ersattes samtidigt med begreppet fältregemente. Genom att Göta livgarde omorganiserades den 1 januari 1928, kom dess tre bataljoner ersattes av två bataljoner samt fristående kompani.

### 7.infanteribrigaden
7. infanteribrigaden var en infanteribrigad inom IV. arméfördelningen som verkade åren 1915–1927 och bestod av Svea livgarde och Göta livgarde.

### Göta livgardes fästningsbataljon
Göta livgardes fästningsbataljon (I 2 V) var åren 1928–1939 regementets första bataljon och bestod av en bataljonsstab, samt Livkompaniet, 2. kompaniet och Ksp-kompaniet. Bataljonen hade sin förläggningen på Rindö vid Vaxholm.

### Stridsvagnsbataljonen
Stridsvagnsbataljonen (Strvbat I 2 S) var åren 1928–1939 regementets andra bataljon och bestod av en bataljonsstab, samt 5. kompaniet och 6. kompaniet.

### Garnisonskompaniet
Garnisonskompaniet (7. komp) var åren 1928–1939 ett självständigt kompani och lydde direkt under sekundchefen. Kompaniet hade som uppgift att utbilda värnpliktiga för garnisonstjänst, vilken i huvudsak bestod av tjänstgöring vid Högvakten i Stockholm.

## Förläggningar och övningsplatser

### Förläggning

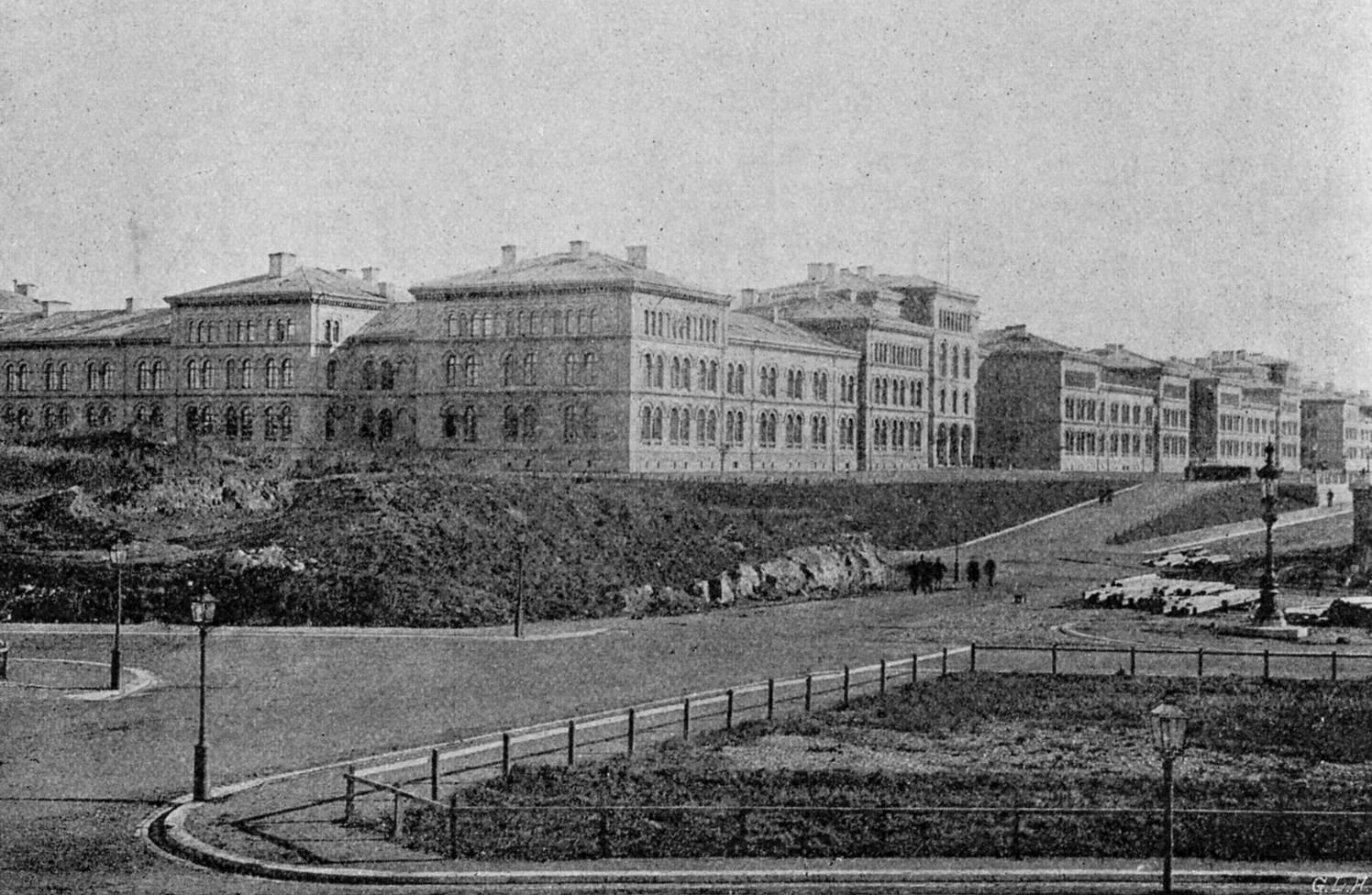
De 1888 (I 1) och 1890 (I 2) ingivna palatsliknande fotgardeskasernerna vid Linnégatan i Stockholm.

Som värvat livgarde var man till en början inkvarterat hos borgerskapet i Stockholm inom Stockholms garnison. År 1833 inköpte kronan det tidigare skeppsvarvet Terra Nova och utmed Grev Magnigatan lät man enligt arkitekten Carl Christoffer Gjörwells ritningar uppföra tre stora kasernbyggnader i tre våningar som möjligen var inflyttningsklara redan 1829.
År 1890 flyttade regementet in i ett nytt kasernetablissement på Linnégatan med Svea livgarde som granne. Här hade man uppfört två i allt väsentligt lika kasernetablissement för Göta livgarde och Svea livgarde med huvudfasader mot Linnégatan. Byggnaderna uppfördes efter ritningar av Ernst Jacobsson som var en av Sveriges ledande kasernarkitekter. De båda kasernetablissementen färdigställdes med två års mellanrum, 1888 stod Svea livgarde klart och 1890 stod Göta livgarde klart.

### Detachement
Som ett led i försvarsbeslutet 1925 beslutades att Vaxholms grenadjärregemente skulle avvecklas och upplösas den 31 december 1927. Dock kom delar av regementets organisation kvarstå då en bataljon bibehölls inom Armén från den 1 januari 1928 som en reducerad skärgårdsinfanteribataljon. Bataljonen underställdes Göta livgarde (I 2) under namnet Göta livgardes fästningsbataljon (I 2 V). Bataljonen bibehöll sin förläggning i Vaxholm och kom att bestå av en bataljonstab samt tre kompanier (Livkompaniet, 2. kompaniet och Ksp-kompaniet). Bataljonen lydde under två myndigheter, där administration och utbildning låg under Göta livgardes ansvar men för krigsplanläggning och mobilisering lydde bataljonen under kommendanten i Vaxholms fästning, vilken var en officer från Marinen. Genom försvarsbeslutet 1936 kom bataljonen att avvecklas tillsammans med Göta livgarde den 30 september 1939. Kasernområdet som frigjordes på Rindö övertogs 1941 av Vaxholms kustartilleriregemente.

## Heraldik och traditioner

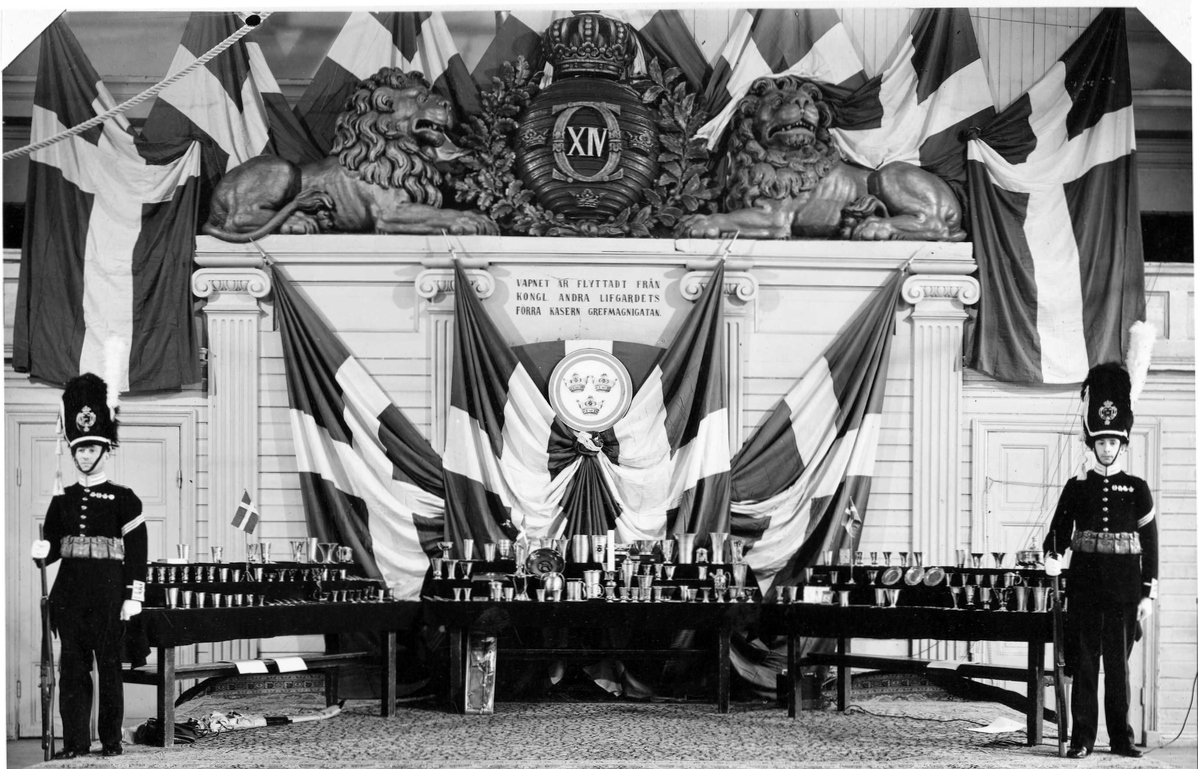
Regements lejongrupp

Göta livgarde var det enda förband med namnet "Göta" som var förlagt i Svealand, då övriga "Götaförband" var förlagda i Götaland. År 1850 tilldelades regementet två fanor, vilka ersatte de tidigare vaktfanor som tillkom under tiden som Karl XIV Johan var regementschef. De fanor som tilldelades 1850 var vita och hade det stora riksvapnet på duken. År 1894 tilldelades regementet två nya fanor, vilka prydes med texten "Kongl Göta lifgarde 1. bataljon" respektive "Kongl Göta lifgarde 2. bataljon" vilka båda även var försedda med segernamnet Svensksund. Fanorna bars av regementet fram till att det avvecklades den 30 september 1939. Den 16 september 1945 överlämnade ställföreträdande chefen för IV. militärområdet Arvid Moberg dessa två fanor till det nya Göta livgarde (P 1).
Till minne av Göta livgarde har det rests tre minnesstenar. En minnessten i Stockholm, norr om Linnéparken, avtäcktes den 31 mars 1940, en minnessten avtäcktes på Rindö den 25 september 1939 som ett minne av fästningsbataljonen och en minnessten i Borgå överlämnades av regementet till Borgå stad den 6 juni 1939.
Regementets mest iögonfallande traditionsobjekt är den så kallade lejongruppen, en träskulptur som framställdes av Carl Ahlborn till Andra livgardets kasern på Grev Magnigatan. Lejongruppen flyttade senare till kasernerna vid Linnégatan, där den placerades i gymnastiksalen. Senare kom den att flyttas till Enköping, där den monterades ovan infarten till regementet. Sedan 1971 är den placerad inne i matsalen vid kasernetablissemanget i Enköping.

## Förbandschefer

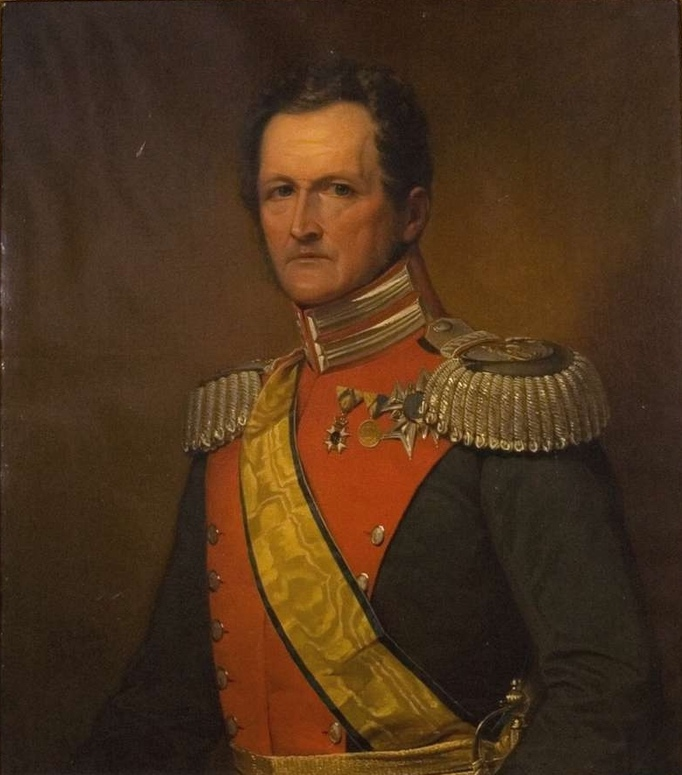
Porträtt av sekundchefen Carl Fredrik Lorichs iklädd regementets uniform, frack m/1833. Över axeln bär han Svärdsordens band, samt dess kraschan och riddartecken på bröstet. Han bär även För tapperhet i fält i guld. Porträtt från ca 1835 av okänd.

Regementet var indelat i en regementsstab, en reducerad infanteribataljon i Vaxholm, en stridsvagnsbataljon samt ett fristående kompani. Nedan presenteras de chefer som tjänstgjorde för respektive enhet under perioden 1901 till 1939. Sekundchef var en titel som användes fram till 1975 vid de regementen som ingick i Kungl. Maj:ts Liv- och Hustrupper.
| Sekundchefer vid regementet - 1809: Överste Axel af Palén - 1810-1817: Generalmajor Conrad Theodor von Schulzenheim - 1817-1851: Generalmajor Carl Fredrik Lorichs - 1851-1861: Generalmajor Samuel Nauckhoff - 1861-1866: Överste Carl Gustaf Reinhold Lindecreutz - 1866-1880: Generalmajor Sven Lagerberg - 1880-1888: Överste Gösta Lagerberg - 1888–1896: Generalmajor Zacharias Rudbeck - 1896–1901: Överste Pehr Christian Libert Lovén - 1901–1908: Överste Ludvig Falkman - 1908–1915: Överste Constantin Fallenius - 1915–1926: Överste John Nauckhoff - 1926–1934: Överste Tage af Klercker - 1934–1938: Överste Folke Hellgren - 1938–1939: Överste Bertil Uggla |

### Lägre chefer vid regementet
| Bataljonchefer vid Stridsvagnsbataljonen - 1928–1930: Överste Bertil af Burén - 1930–1934: Överstelöjtnant Gösta Hahr - 1934–1938: Överstelöjtnant Curt Klingspor - 1938–1939: Överstelöjtnant Carl August Ehrensvärd Bataljonchefer vid Fästningsbataljonen - 1928–1929: Överstelöjtnant Hjalmar Fahlström - 1929–1933: Överstelöjtnant Ivar Broman - 1933–1937: Överstelöjtnant Justus Holmgren - 1937–1939: Överstelöjtnant Eric Grill Kompanichefer vid Garnisonskompaniet - 1928–1936: Kapten Anders Daevel - 1936–1939: Kapten Folke Fleetwood |

## Namn, beteckning och förläggningsort
| Kungl Andra gardesregementet | 1809-04-14 | – | 1818-??-?? |
| Kungl Andra livgardet        | 1818-??-?? | – | 1894-08-05 |
| Kungl Göta livgarde          | 1894-08-06 | – | 1939-09-30 |
| Avvecklingsorganisation      | 1939-10-01 | – | 1940-03-31 |

| № 2   | 1816-03-26 | – | 1914-09-30 |
| I 2   | 1914-10-01 | – | 1939-09-30 |
| I 2 S | 1928-01-01 | – | 1939-09-30 |
| I 2 V | 1928-01-01 | – | 1939-09-30 |

| Stockholms garnison (F) | 1943-08-12 | – | 1944-01-17 |
| Rindö (D)               | 1928-01-01 | – | 1939-09-30 |
| Ladugårdsgärdet (Ö)     | 1809-??-?? | – | 190?-??-?? |
| Järva skjutfält (Ö)     | 1907       | – | 1939-09-30 |

## Galleri

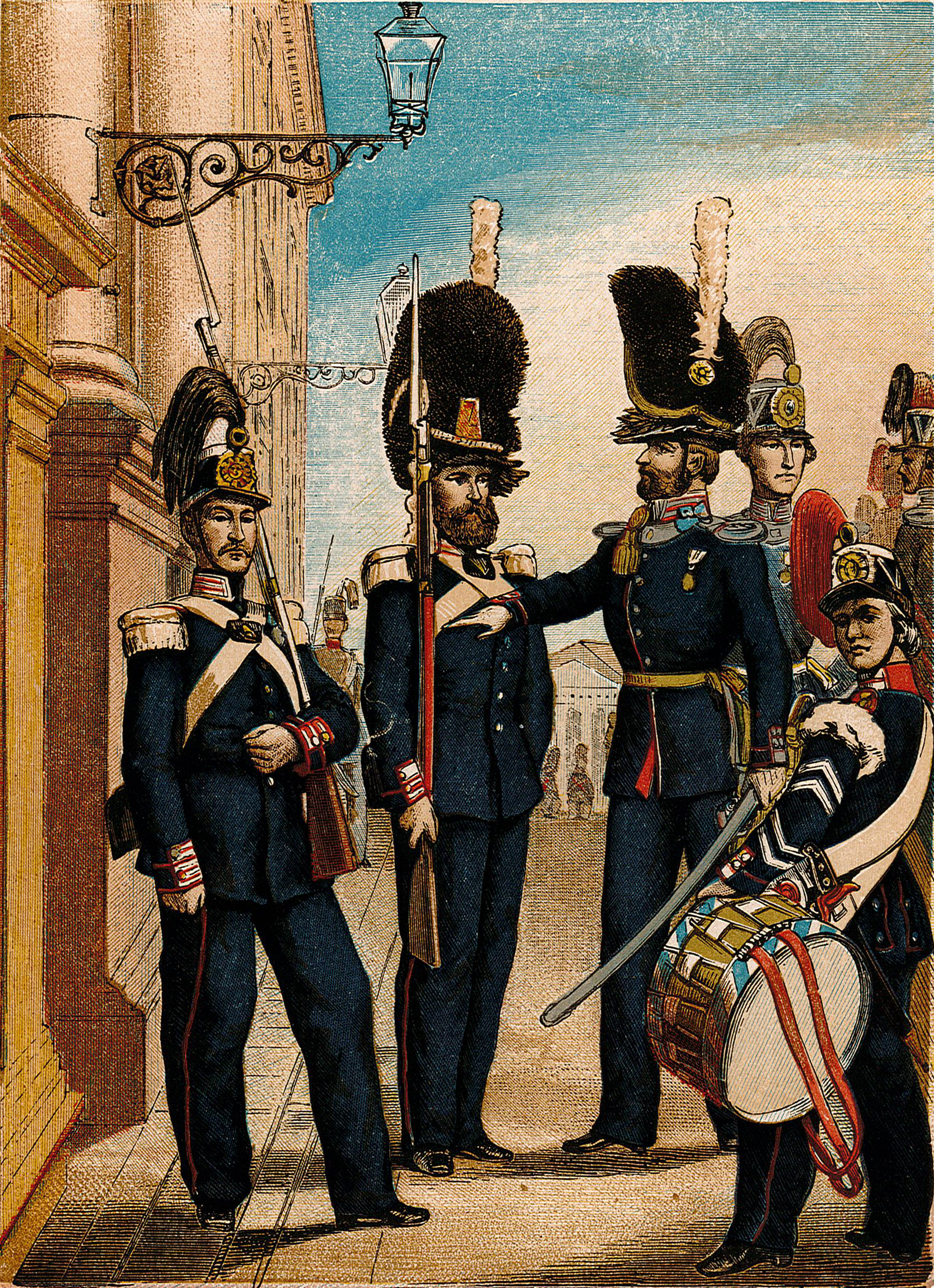
Regementets uniformer vid mitten av 1860-talet.
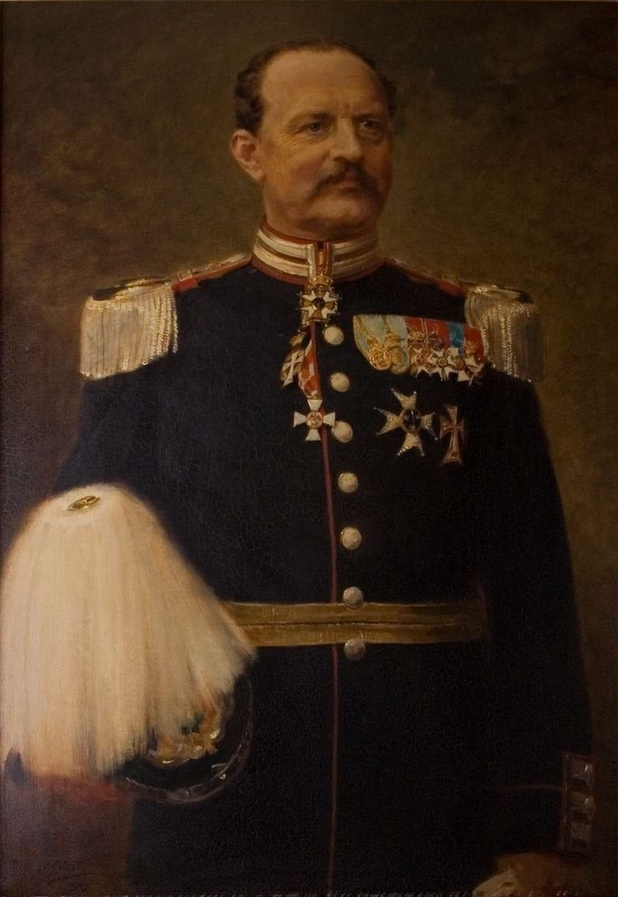
Porträtt av sekundchefen Ludvig Falkman iklädd regementets uniform m/1886. Han bär bland annat Svärdsorden, Dannebrogsorden samt Röda Örns orden.
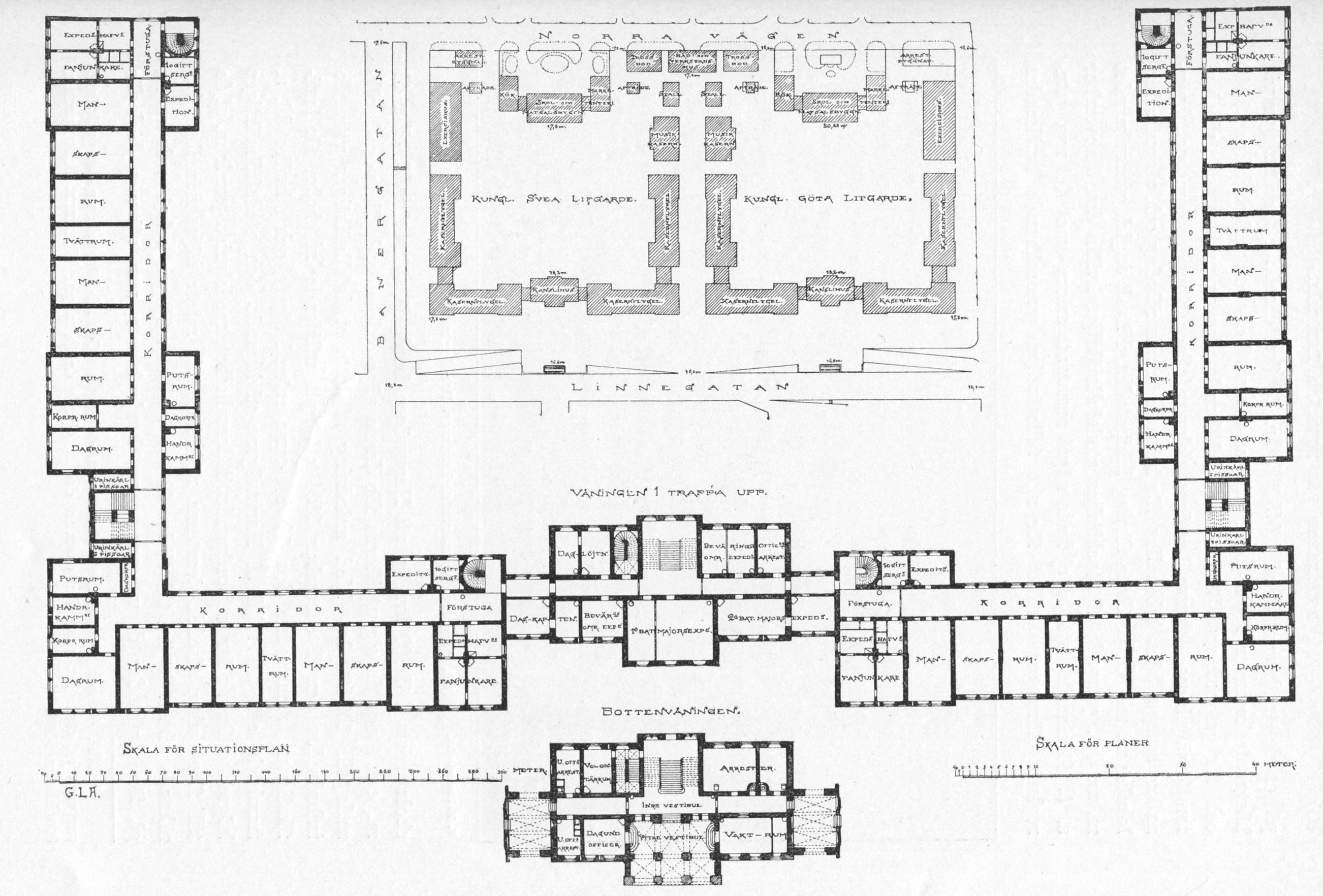
Plan över Svea och Göta livgardes byggnader vid Linnégatan i Stockholm, arkitekt Ernst Jacobsson.
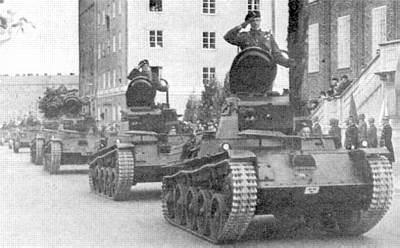
Avskedsparad vid Kungliga Göta livgarde (I 2), i Stockholm den 24 september 1939. Vid den här tiden var man förlagda vid Linnégatan i Stockholm med Svea livgarde (I 1), som granne.
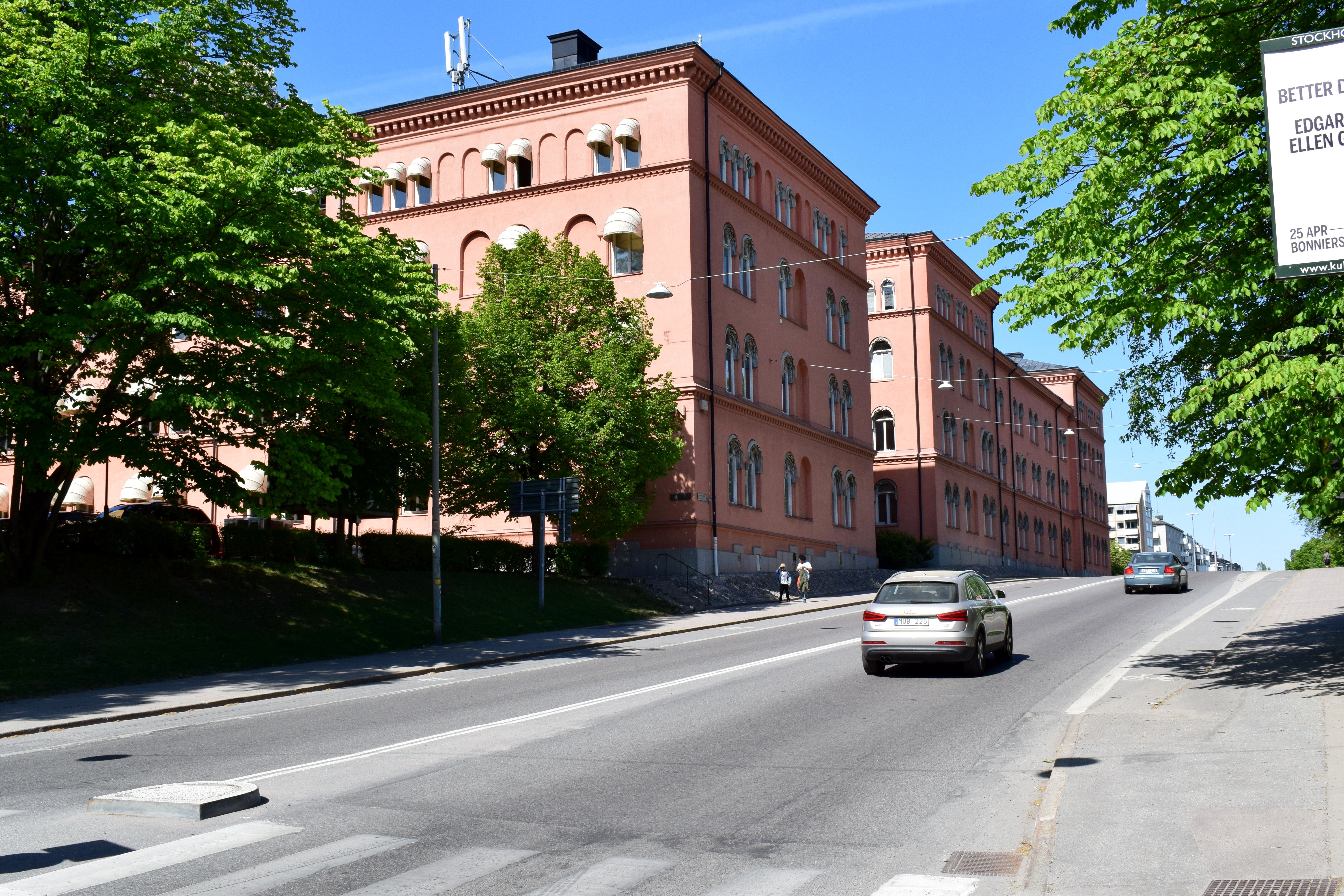
Göta livgardes före detta kaserner vid korsningen Linnégatan och Oxenstiernsgatan i Stockholm.
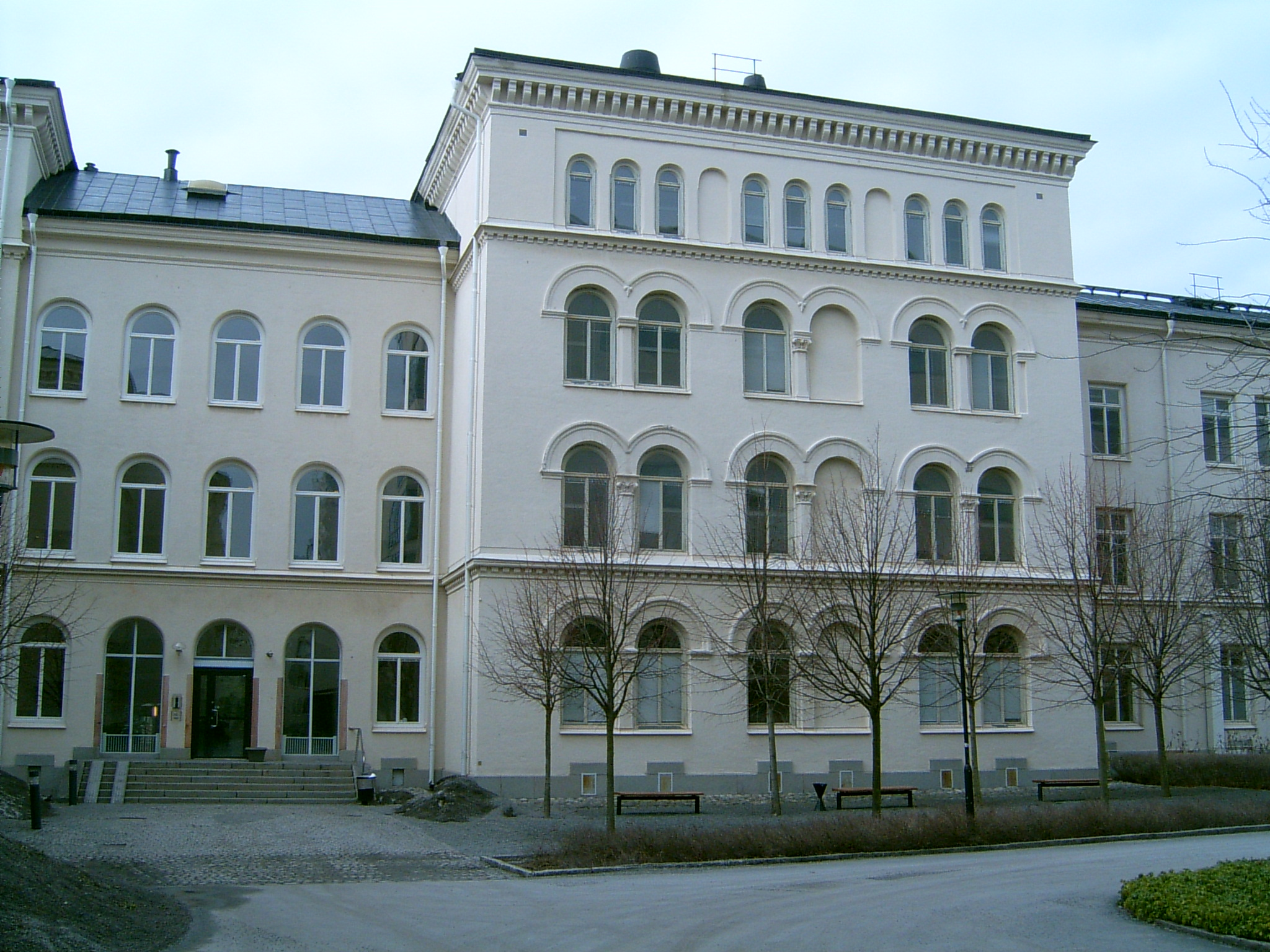
Göta livgardes kaserner vid Linnégatan sedd från kaserngården.
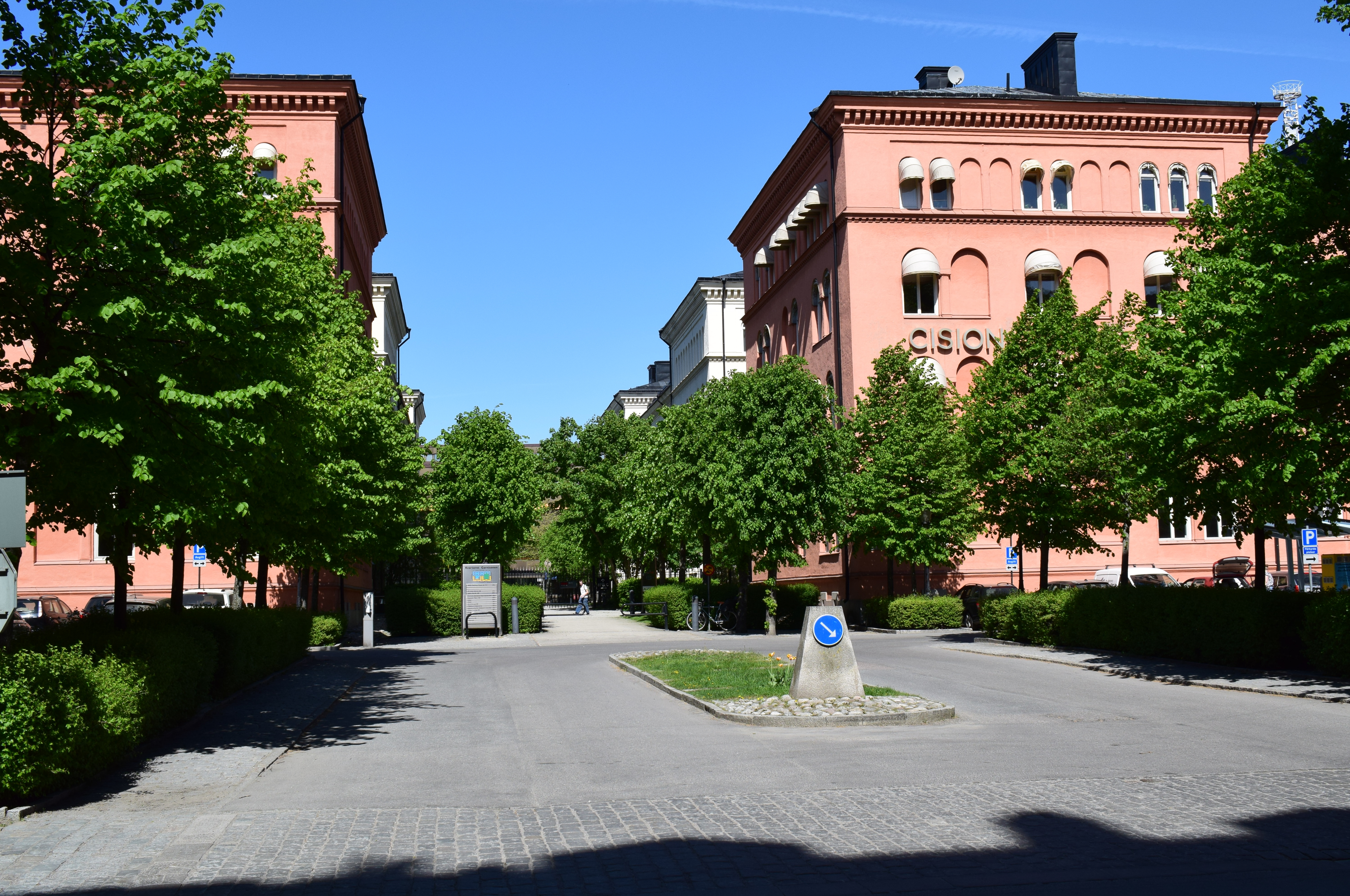
Vy över Göta livgarde och Svea livgardes tvillingkasernetablissemang vid Linnégatan.
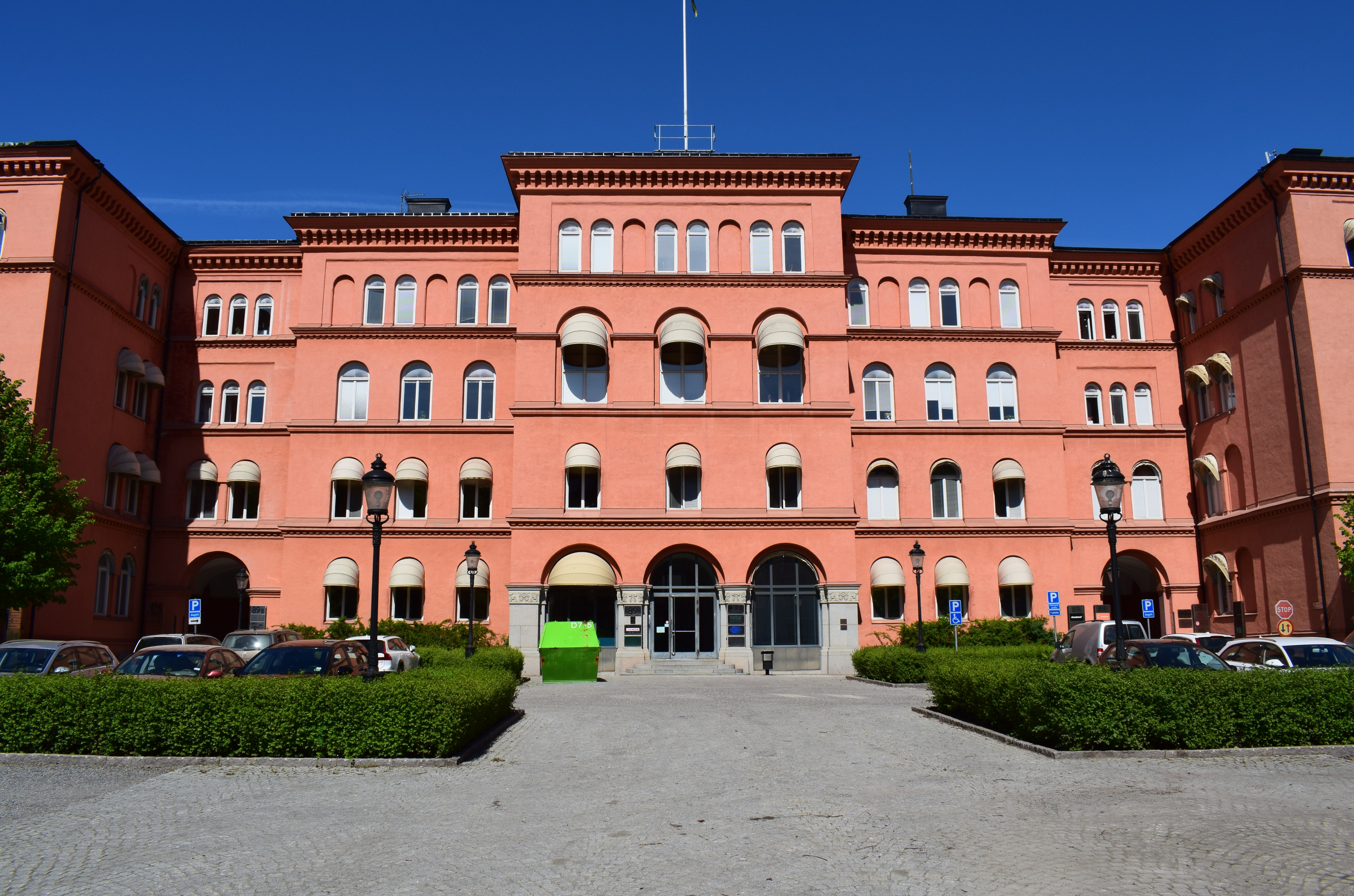
Kanslihuset vid före detta Göta livgarde vid Linnégatan i Stockholm.
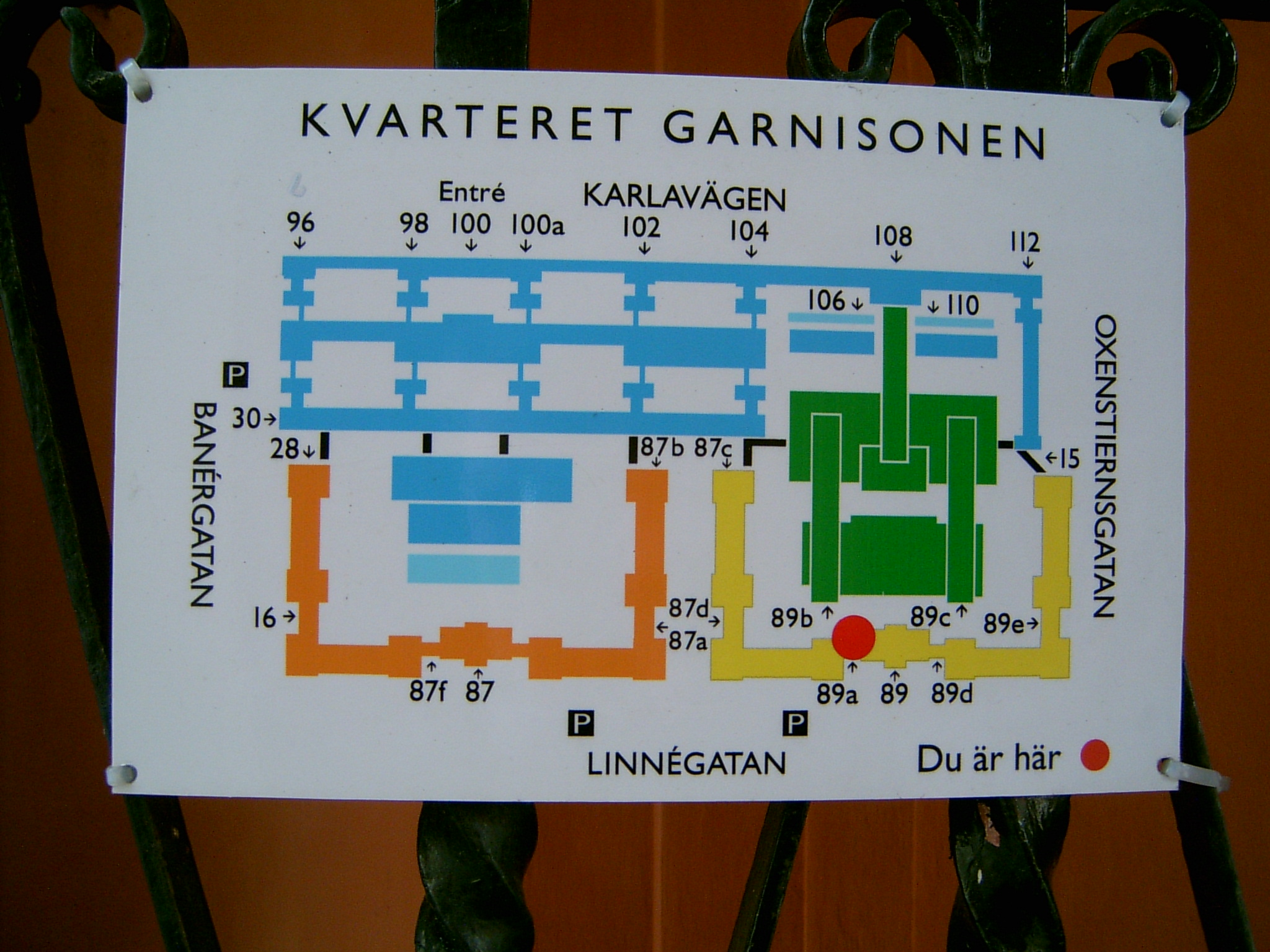
Översiktsbild över Göta livgarde och Svea livgardes före detta kasernområdet.
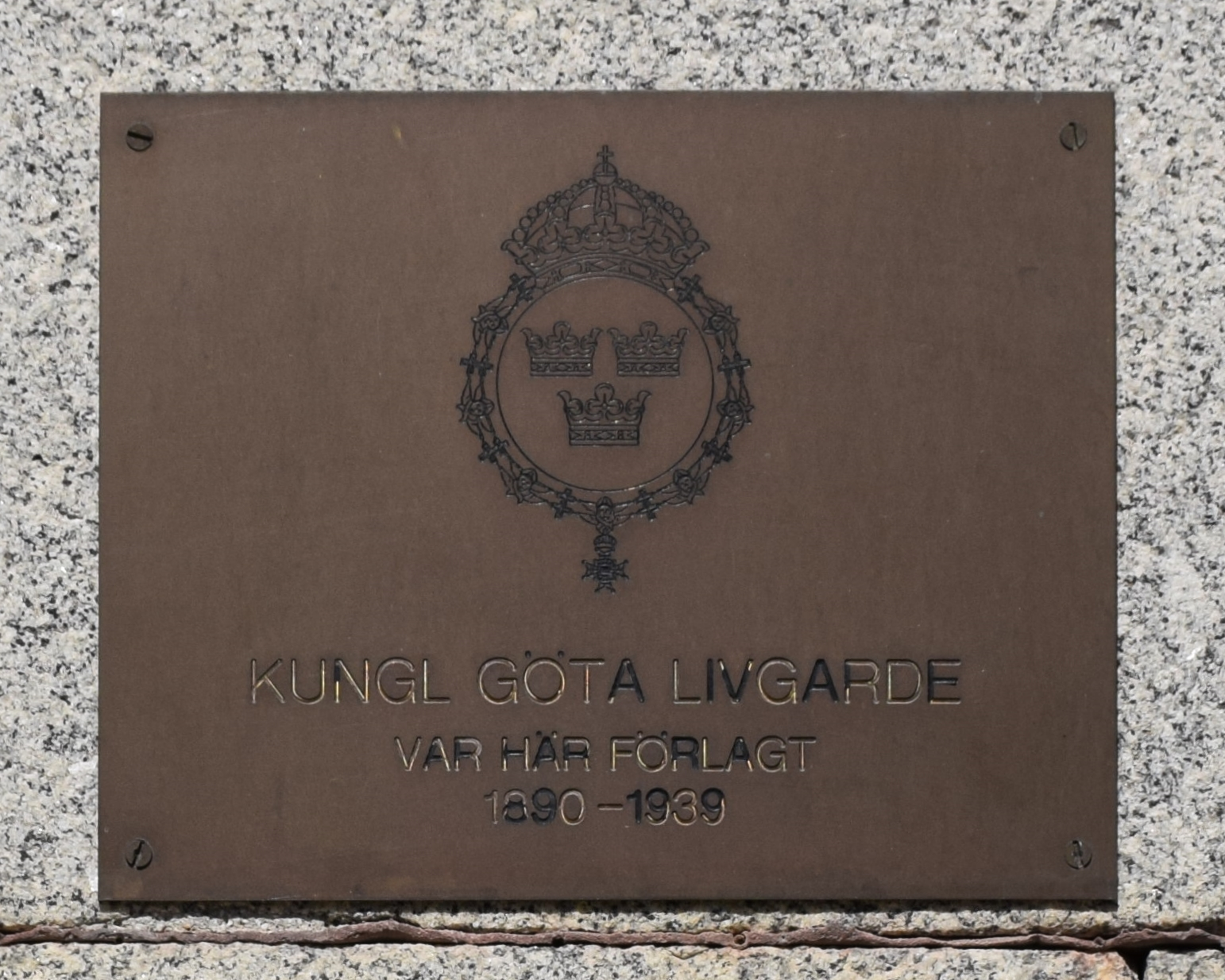
Minnestavla över Göta livgarde
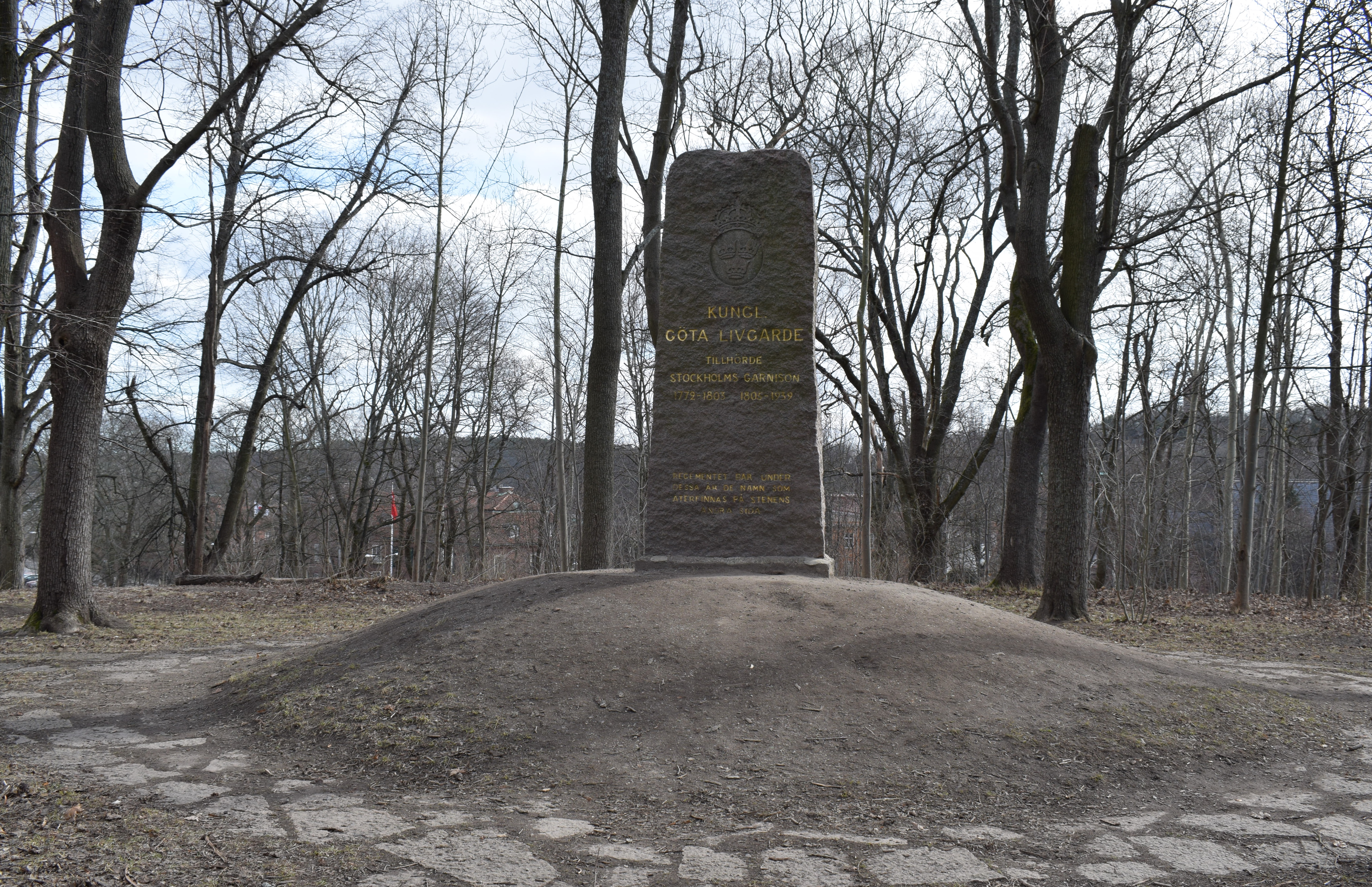
Minnessten över Göta livgarde
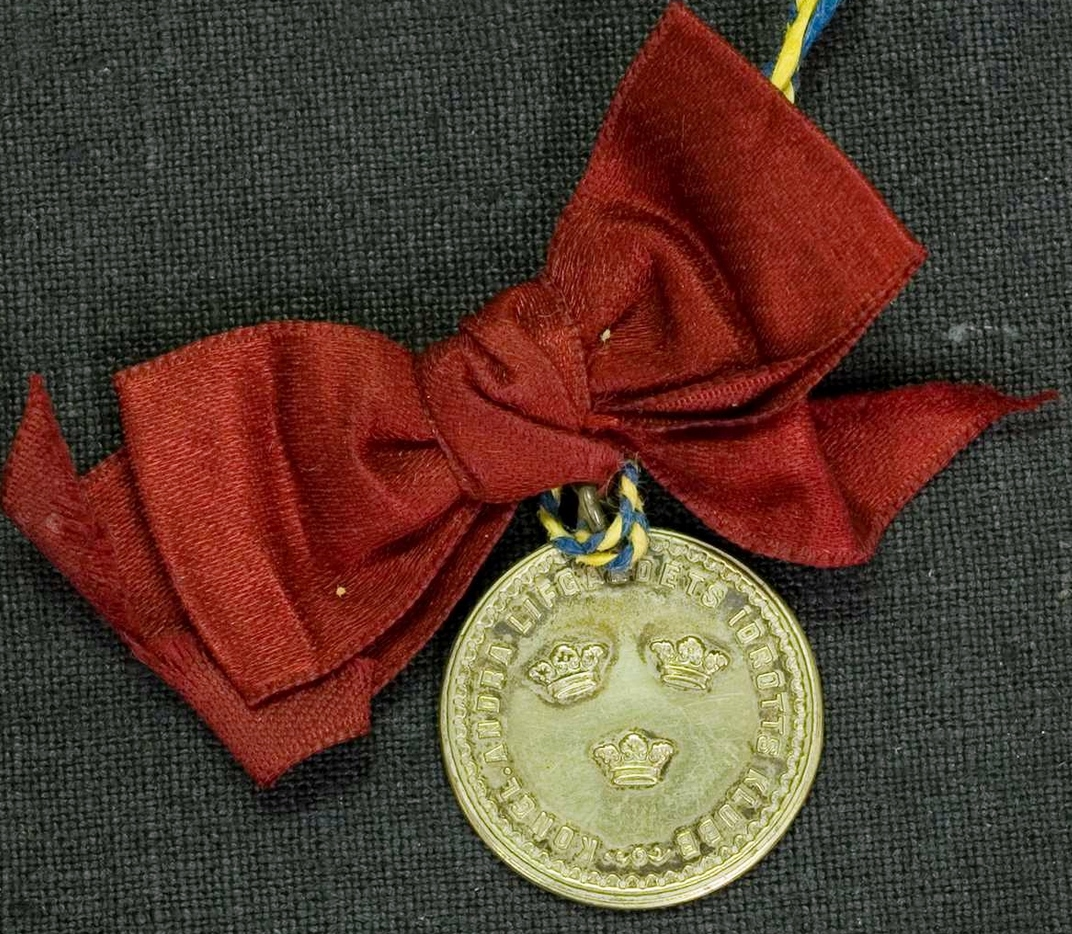
Idrottsklubbens silvermedalj, Göta livgarde
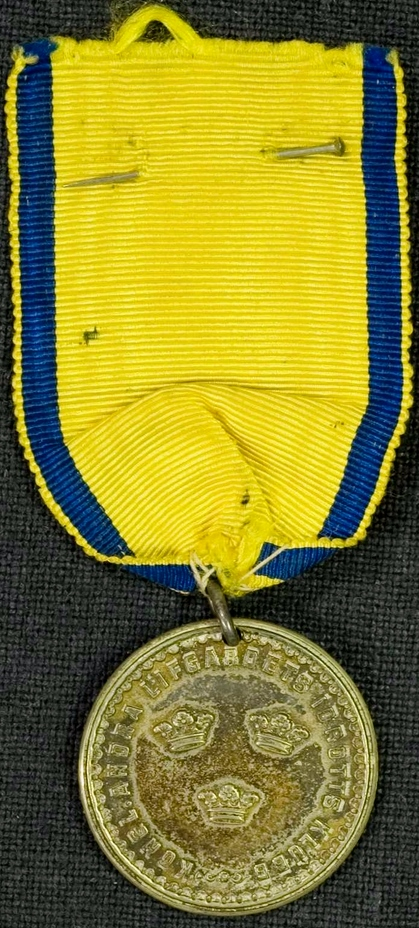
Idrottsklubbens silvermedalj, Göta livgarde
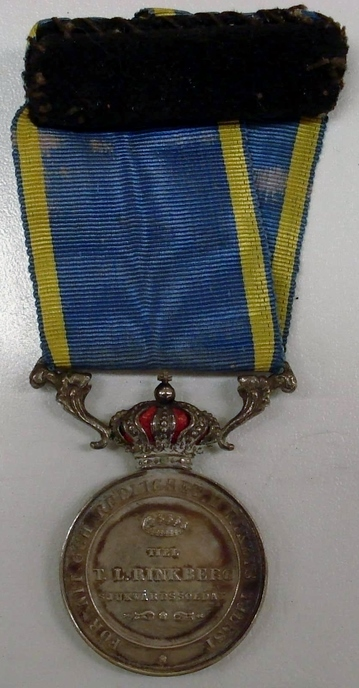
Silvermedalj För nit och redlighet i rikets tjänst vid Göta livgarde